# الی مرسک
الی مرسک (به انگلیسی: Elly Maersk) یک کشتی است که طول آن ۳۹۷ متر (۱٬۳۰۲ فوت) می‌باشد. این کشتی در سال ۲۰۰۷ ساخته شد.